# Pfarrkirche Hallwang

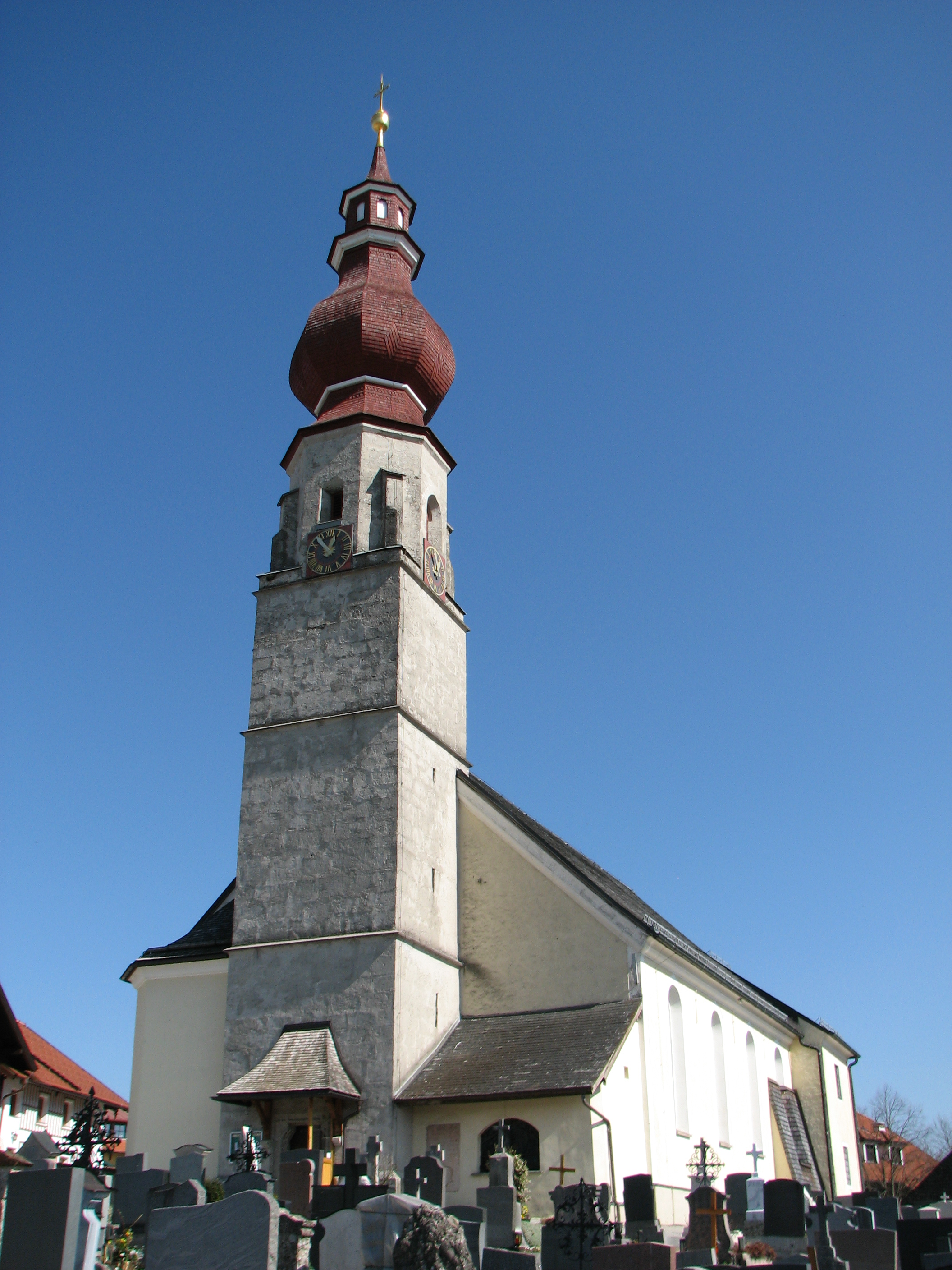
Katholische Pfarrkirche hl. Martin in Hallwang

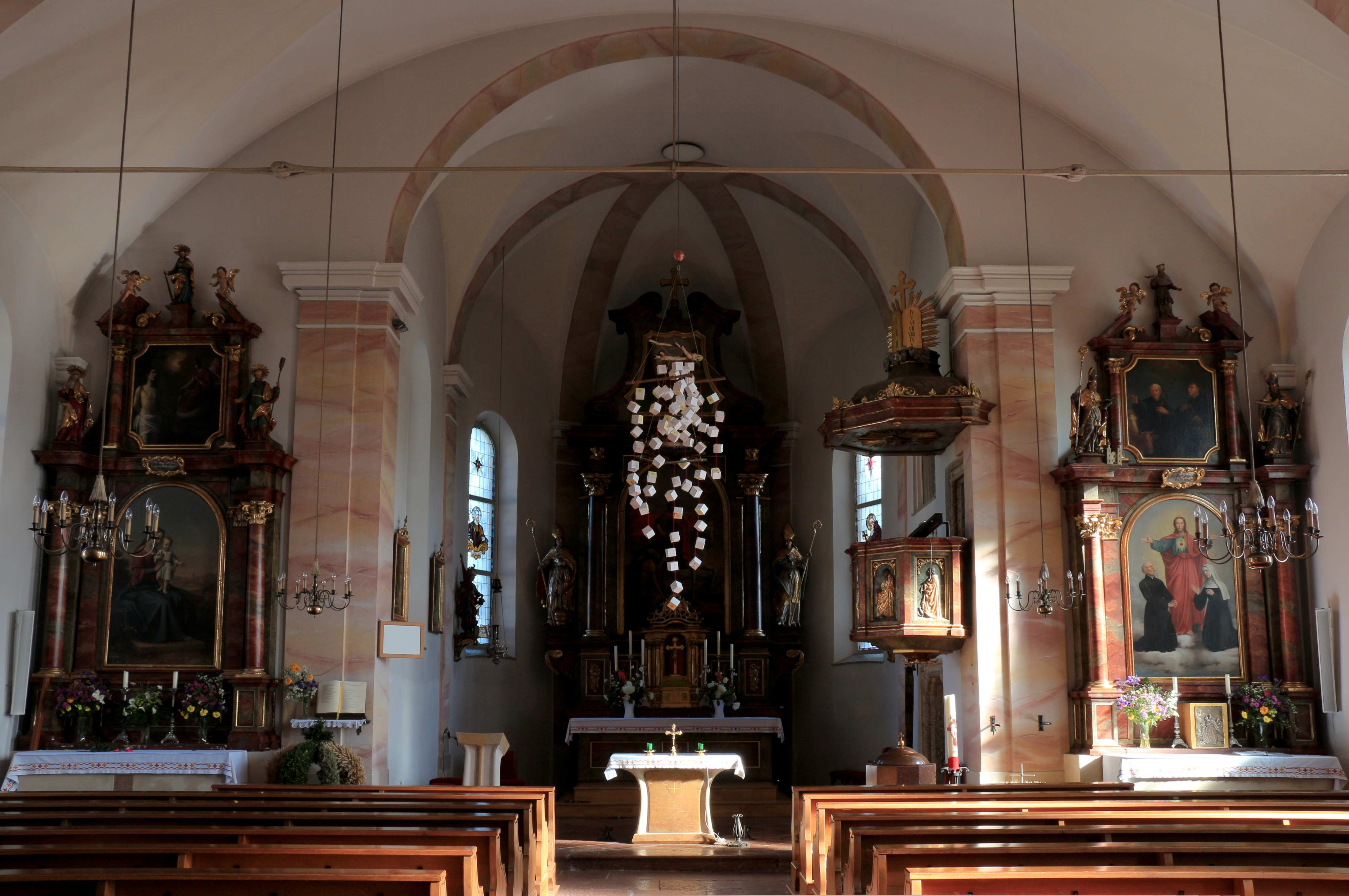
Im Langhaus zum Chor

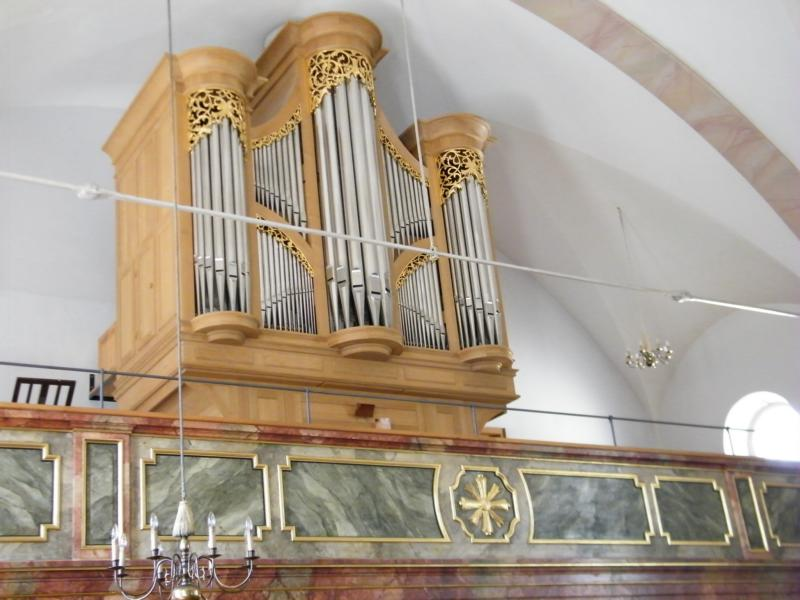
Pieringer-Orgel 2005

Die Pfarrkirche Hallwang steht auf ansteigendem Gelände in der Ortsmitte der Gemeinde Hallwang im Bezirk Salzburg-Umgebung im Land Salzburg. Die auf das Patrozinium Martin von Tours (11. November) geweihte römisch-katholische Pfarrkirche gehört zum Dekanat Bergheim in der Erzdiözese Salzburg. Die Kirche steht unter Denkmalschutz (Listeneintrag).

## Geschichte
Urkundlich wurde erstmals 1430 eine Kirche genannt. Der gotische Kirchenbau wurde von 1687 bis 1694 mit Gaspare Zuccalli dreischiffig erweitert, 1787 wurde die Kirche wieder auf ein Schiff zurückgebaut. Der gotische im Kern romanische Turm erhielt 1763 einen Helm nach einem Entwurf von Wolfgang Hagenauer. 1858 erfolgte die Erhebung zur Pfarrkirche. Die Kirche wurde 1971 außen und 1974 innen restauriert. Bei der Grabung 1974 wurde ein Bad eines römischen Gutshofes aus dem ersten und zweiten Jahrhundert aufgedeckt und darüber Reste der ersten Kirche aus dem neunten und zehnten Jahrhundert. Danach erfolgte ein Neubau der Romanik, der heutige Chor und der Turm sind im Kern erhalten.

## Architektur
Der einschiffige barocke im Kern romanische Kirchenbau mit einem Westturm ist von einem Friedhof umgeben.
Kirchenäußeres
Das Langhaus und der Chor haben einen umlaufenden Sockel, beim vierten Langhausjoch besteht im Süden eine Böschung. Der eingezogene Chor schließt mit einer Rundapsis. Der dreigeschoßige Turm vor der westlichen Giebelfassade zeigt eine Geschoßteilung mit Kaffgesimse, aufgesetzt als viertes Geschoß besteht ein oktogonaler barocker Aufsatz mit einem Zwiebelhelm mit Schindeln mit Laterne mit den Jahresangaben 1849 und 1927. Das spätgotische Westportal ist gekehlt und gestäbt und hat einen geraden Sturz. Das Turmerdgeschoß ist kreuzrippengewölbt mit Jahresangabe 1320 und mit einem runden Schlussstein. Südlich des Turmes ist ein eingeschoßiger Anbau als ehemalige Totenkapelle, es gibt einen Grabplatte Rupert Prätzl, Pfleger zu Radeck, gestorben 1480. Südlich am Chor steht ein zweigeschoßiger Sakristeianbau.

## Ausstattung
Der Hochaltar mit einem barocken Aufbau aus der zweiten Hälfte des 18. Jahrhunderts wurde in der Mitte des 19. Jahrhunderts verändert. Das Hochaltarblatt hl. Martin malte Johann Endfelder (1849).
1842 lieferte Ludwig Mooser eine Orgel, die nicht erhalten ist. Die derzeitige Orgel aus 2005 mit 20 Registern wurde von Orgelbau Pieringer gebaut. Eine Glocke nennt SMCA 1481.
Es gibt eine römische Grabplatte für Quintus Sabinius Euprepes und Sabinia Tertulla aus dem ersten Jahrhundert.